# اوریپید

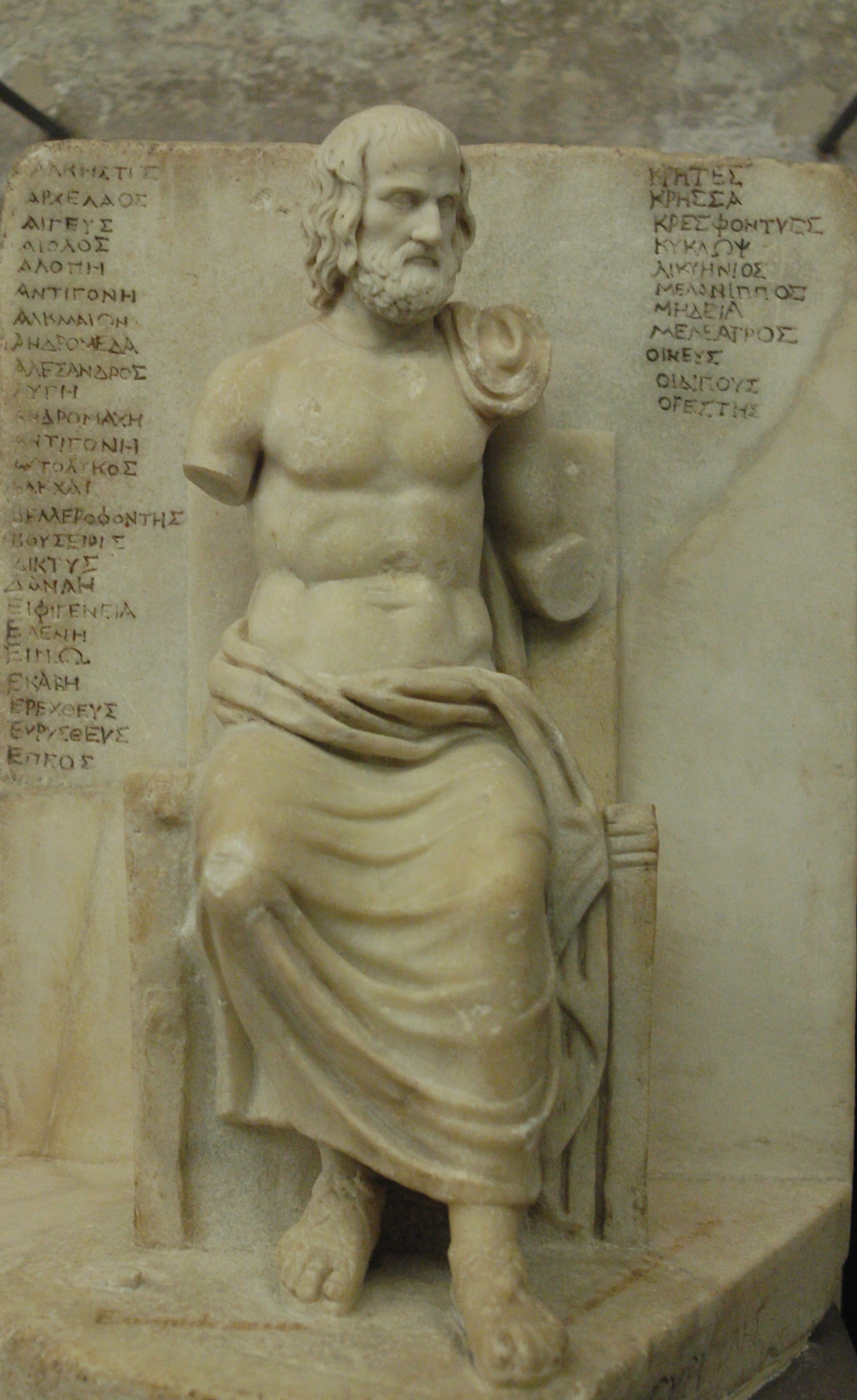

اوریپید یا اوریپیدس (به انگلیسی: Εὐριπίδης یونانی، Euripides) از شاعران و نمایش‌نامه‌نویسان یونان باستان است (حدود ۴۸۰ تا ۴۰۶ پیش از میلاد). او با سوفوکلس و آیسخولوس مثلث نمایش‌نامه‌نویسان یونان باستان را تشکیل می‌دهند. اوریپیدس نمایش‌نامه‌های متعددی نوشته‌است که به‌خاطر شهرت و محبوبیت فوق‌العاده‌ای که اوریپیدس در اواخر دوران شکوفایی یونان کسب کرده بود، تعداد بیش‌تری از آثار او بر جای مانده‌است. اگرچه در زمان حیاتش به دلایلی چند اقبال زیادی نداشت. از آن‌جمله می‌توان به مضامین نمایش‌نامه‌هایش که عمدتاً ارزش‌های آن دوران را زیر سؤال می‌برد یا نگاه متفاوتش نسبت به خدایان که آن‌ها را منشا زشتی‌ها و بدی‌ها می‌دانست اشاره کرد.

## تبار و زندگانی
اوریپیدس به سال ۴۸۰ یا ۴۸۴ و نیز به قولی ۴۸۵ ق. م تولد یافت و در سال ۴۰۶ یا ۴۰۷ ق. م در مقدونیه به‌درود حیات گفت. پدرش منه‌سارکید از ثروتمندان شهر فولا و مادرش را اگرچه آریستوفانس کینه‌توزانه دوره‌گرد معرفی می‌نماید، لیکن از خاندانی بزرگ بود. اوریپیدس از تربیت بالایی برخودار و تحت تعلیم آناکساگوراس و پرودیکوس بوده و علاقه وافری به مطالعه مسائل فلسفی داشت، اما با تمام این احوال به شعر و تئاتر روی آورد. به قول ویل دورانت وی «اولین شارمندی بود که در یونان کتابخانه بزرگی برای خود فراهم کرد.»
اوریپیدس در ۲۵ سالگی به نویسندگی روی آورد و مدت پنجاه سال به نوشتن ادامه داد و ۲۲ بار در جشن‌های دیونوسیوس شرکت کرد و پنج و به قولی چهار مرتبه رتبه اول مسابقات را به خود اختصاص داد و نخستین جایزه را در سال ۴۴۱ ق. م ربود. آریستوفانس از جمله کسانی بود که افکار الحادی اوریپیدس را حتی پس از مرگ وی مورد حمله و انتقاد قرار داد. به‌گونه‌ای که به‌قول ویل دورانت، اوریپیدس «در حدود سال ۴۱۰ ق. م به الحاد متهم شد و اندکی پس از آن، هوگیائونون تهمت دیگری بر او وارد کرد که قسمت عمدهٔ دارایی وی را به خطر می‌افکند.»
سرانجام اوریپیدس در سال ۴۰۸ ق. م دعوت آرخلائوس پادشاه مقدونیه را پذیرفت و در آن‌جا مورد عزت و احترام فراوانی واقع شد. در همان‌جا نیز نمایش‌نامه‌ای تحت عنوان آرخلائوس به رشته تحریر درآورد. وی در شهر پلا نیز دو نمایش‌نامه با عناوین ایفیگینیا در آولیس و باکخای نگاشت که پس از مرگش توسط پسرش به اجرا درآمده، جایزه دیونوسیوس را به خود اختصاص دادند. اوریپیدس هجده ماه پس از ورود به پلا درگذشت.
پس از اوریپیدس دوران طلایی تراژدی رو به زوال گذاشت. البته پس از وی نمایش‌نامه‌نویسانی نسبتاً‌ً قوی پای بر عرصهٔ تراژدی نهادند، اما همچون سه تراژدی‌نویس بزرگ، آیسخولوس، سوفوکلس، اوریپیدس] موفقیتی حاصل نکردند. تا آن‌جا که در سال ۳۵۰ ق. م در اعیاد و جشن‌ها، مسابقه تراژدی برگزار نمی‌شد و این رشته که دارای مقررات و قوانین فنی سخت و نیز جنبه شدید مذهبی می‌بود، جای خود را به شعبه دیگری از درام، یعنی کمدی واگذار کرد که فاقد چنین قوانینی بود. 
در واقع باید گفت حیات کمدی یونان مدیون افکار و مبارزات اوریپیدس است. بدان‌گونه که در تاریخ تئاتر اروپا آمده‌است: «بدون او رشد کمدی سنتی یونان امکان‌پذیر نبود.»

## آثار
اوریپیدس نمایش‌نامه‌های متعددی نوشته‌است. منابع تعداد آثار وی را ۶۷، ۷۵، ۷۸، ۸۸، ۹۰، ۹۲، ۹۸ و ۱۷۷ ذکر کرده‌اند که طبق اقوال متفاوت از این تعداد ۱۵، ۱۷، ۱۸ و ۱۹ نمایش‌نامه به‌طور کامل به دست ما رسیده‌است. به‌طور کلی نسبت به تراژدی‌نویسان پیش از اوریپیدس، آثار بیشتری از وی در دست است و این مدیون مقبولیتی است که پس از مرگش نصیبش شد. در تاریخ تئاتر اروپا آمده‌است: «هنگامی که عده‌ای از یونانیان در سیسیل به اسارت درآمدند و محکوم به کار اجباری شدند، هر کدام از آن‌ها که بخش‌هایی از درام‌های اوریپیدس را از حفظ می‌دانست، آزاد گشت.»
اولین اثر اوریپیدس دختران باکخای است که در سال ۴۰۶ ق. م به نمایش درآمد. در تاریخ ادبیات یونان، قدیمی‌ترین اثری که از او بر جای مانده نمایش‌نامه الکستیس ذکر شده که در سال ۴۳۸ ق. م به نمایش درآمد.
در تاریخ تمدن ترتیب نمایش آثار عمده اوریپیدس بدین‌گونه آمده‌است: «آلکستیس ۴۳۸ ق. م. مدئا ۴۳۱ق. م، هیپولوتوس ۴۲۸ ق. م، آندروماخه ۴۲۷ ق. م، هکابه حدود ۴۲۵ ق. م، الکترا حدود ۴۱۶ ق. م زنان تروا ۴۱۵ ق. م، ایفیگینیا در تاوریس حدود ۴۱۳ ق. م، اورستس ۴۰۸ ق. م، ایفیگینیا در آولیس ۴۰۶ ق. م و باکخای ۴۰۶ ق. م».

## آموزه‌ها و اندیشه‌ها
اوریپیدس به خدایان همچون انسان‌هایی می‌نگرد که برای رسیدن به اهداف خویش به دروغ و فریبکاری دست می‌یازند، اما در پایان تمامی خدعه‌ها و نیرنگ‌هایشان برملا می‌گردد. وی ایزدان را موجوداتی پست و قابل نفرین می‌نمایاند. هیپولوتوس می‌گوید: «ای کاش نفرین آدمیان گریبانگر خدایان می‌شد!» خدایان علی‌رغم قدرت اساطیری خویش، برای رسیدن به هدف، به هر وسیله‌ای توسل می‌جویند. 
بدین ترتیب اوریپیدس ایشان را از قله خودکامگی افسانه‌ای تا به پایه موجودی فریب‌کار به زیر می‌کشد. حتی گناه آدمیان را نتیجه نیرنگ ایزدان می‌داند و این اعترافی است که از زبان آرتمیس باز گفته می‌شود: «هرگاه خدایان مقرر کنند، آدمیان ناگریز دست به گناه می‌زنند...!»
اوریپیدس به فرد اراده بخشید و قدرت خدایان را که تعیین‌کننده سرنوشت انسان بود، تضعیف نموده تقدیر آدمی را به خود او وا می‌نهد و این عقیده را مطرح می‌کند که دست هیچ ذی‌شعوری در سرنوشت انسان دخیل نیست. وی نقش تقدیر را از زندگانی نفی کرده، عامل تصادف و اتفاق را سازنده تقدیر بشر می‌داند. همان‌گونه که بردگی را نه حکم طبیعی فرد، بلکه نتیجه تصادف می‌داند. هم‌چنان که آخیلوس می‌گوید: «آه! زئوس، من چه می‌گویم؟ می‌گویم که چشم تو بیدار است. یا از حماقت انسان‌هایی که باور می‌کنند خدایانی هم وجود دارند، حال آن‌که تمامی جهان از تصادف و اتفاق انباشته‌است».
بدین ترتیب اوریپیدس بر قدرت اساطیری خدایان خط بطلان می‌کشد و از زیان تسئوس، خرافات و غیب‌گویی را به باد تمسخر گرفته، تکیه بر آن را عملی دور از عقل می‌انگارد و برای تمامی رخدادها در پی دلایل عقلانی است و به عاملی به نام معجزه خدایان اعتقادی ندارد. اوریپیدس نویسنده‌ای آزاداندیش بوده و معتقد است اگر چه می‌توان زبان و قلم را به بند کشید، اما اندیشه را نمی‌توان در حصارها و باورها محصور کرد. هیپولوتوس می‌گوید: «زبانم سوگند خورده، اما ذهنم آزاد است». این سخن اعتراض تماشاچیان را برانگیخت.